# Emma Stone
Emily Jean "Emma" Stone (Scottsdale, Arizona, 6 de novembre de 1988) és una actriu estatunidenca. Ha obtingut dos premis Oscar a millor actriu (2017 i 2024) pels seus papers a la comèdia musical La La Land. i a la pel·lícula Pobres criatures.

## Biografia

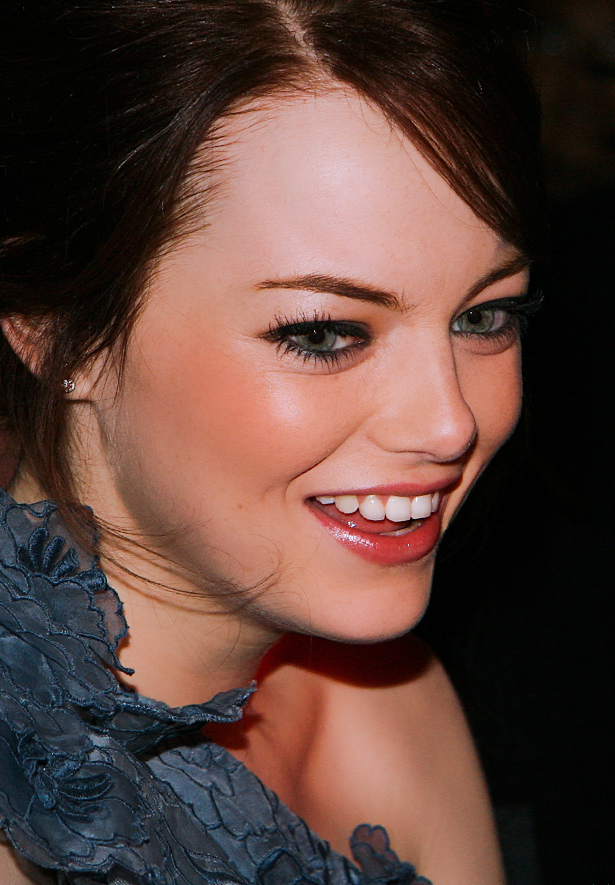
Stone al Toronto International Film Festival de 2010.

Stone va néixer a Scottsdale a l'estat d'Arizona, filla de Jeff i Krista Stone, té un germà petit: Spencer. Va ser membre del Teatre de la Joventut de la Vall durant la infància, un teatre regional a Phoenix, Arizona, on va aparèixer en la seva primera representació teatral, The wind in the Willows amb onze anys. Stone va anar a la Sequoya Elementary School i després al Cocopah Middle School per estudiar sisè grau. Va viure durant dos anys al col·legi, moment en què aparegué en 16 produccions a la Vall de Teatre Juvenil, incloent-hi: Winnie the Pooh de Nadal de cua, La princesa i el pèsol, La Ventafocs, The Wiz, Titanic, Honk!, La sireneta, Schoolhouse Rock Live!, Alícia al país de les meravelles i José i el Technicolor Dreamcoat Amazing.
Emma va anar al Xavier College Preparatory com a estudiant de primer any per un semestre. En acabar l'escola es traslladà amb la seva mare a Los Angeles amb quinze anys. Començà a la televisió i aconseguí un paper principal en una sèrie dramàtica i d'acció de la cadena Fox Drive el 2007. Aquell any va debutar al cinema amb la pel·lícula Supersortits amb el paper de Jules. Després va participar en les pel·lícules The Rocker (2008), The House Bunny (2008), Paper Man (2009) i Ghosts of Girlfriends Past (2009). També va ser protagonista a Rumors i mentides (2010), paper que va fer que estigués nominada a un Globus d'Or a la millor actriu musical o còmica alhora que va donar veu en l'adaptació cinematogràfica del còmic Marmaduke (2010).
El 2011 va rodar Amor, boig i estúpid, al costat de Steve Carell, Ryan Gosling i Julianne Moore. Va ser nominada per l'Oscar a la millor actriu de repartiment pel seu paper de Sam, una addicte a les drogues en recuperació en el film Birdman (2014), al costat de Michael Keaton i dirigida pel mexicà Alejandro González Iñárritu. Ha protagonitzat dues cintes dirigides per Woody Allen, al costat de Colin Firth a Màgia a la llum de la lluna (2014) i acompanyada de Joaquin Phoenix a Irrational man (2015). A la comèdia musical La La Land (2016), dirigida per Damien Chazelle, amb la seva interpretació de Mia, una aspirant a actriu al costat del pianista interpretat per Ryan Gosling va obtenir l'Oscar a la millor actriu (2017), Globus d'Or a la millor actriu musical o còmica i el BAFTA a la millor actriu, entre d'altres premis.

## Filmografia
| Any  | Pel·lícula                                      | Paper                    | Notes |
| ---- | ----------------------------------------------- | ------------------------ | --- |
| 2007 | Supersortits                                    | Jules                    | |
| 2008 | The Rocker                                      | Amelia                   | |
| 2008 | The House Bunny                                 | Natalie                  | |
| 2009 | Els fantasmes de les meves exnòvies             | Allison Vandermeersh     | |
| 2009 | Paper Man                                       | Abby                     | |
| 2009 | Zombieland                                      | Wichita "Krista"         | |
| 2010 | Marmaduke                                       | Mazie                    | Veu |
| 2010 | Rumors i mentides (Easy A)                      | Olive Penderghast        | Nominació − Globus d'Or a la millor actriu musical o còmica                                                                                           |
| 2011 | Friends with Benefits                           | Kayla                    | |
| 2011 | Amor, boig i estúpid                            | Hannah Weaver            | |
| 2011 | The Help                                        | Eugenia "Skeeter" Phelan | |
| 2012 | Movie 43                                        | Ellen Malloy             | |
| 2013 | The Amazing Spider-Man                          | Gwen Stacy               | Amb Andrew Garfield |
| 2013 | Gangster Squad, brigada d'elit                  | Grace Faraday            | |
| 2013 | Els Croods                                      | Eep                      | Veu |
| 2014 | The amazing Spider-Man 2: El poder de l'Electro | Gwen Stacy               | Amb Andrew Garfield |
| 2014 | Màgia a la llum de la lluna                     | Sophie                   | |
| 2014 | Birdman                                         | Sam                      | Nominació − Oscar a la millor actriu secundària Nominació − Globus d'Or a la millor actriu secundària Nominació − BAFTA a la millor actriu secundària |
| 2015 | Irrational Man                                  | Jill                     | |
| 2015 | Aloha                                           | Allison Ng               | |
| 2016 | La La Land                                      | Mia Dolan                | Oscar a la millor actriu Globus d'Or a la millor actriu musical o còmica BAFTA a la millor actriu Copa Volpi per la millor interpretació femenina     |
| 2017 | Battle of the Sexes                             | Billie Jean King         | |
| 2018 | The Favourite                                   | Abigail Masham           | Nominació - Oscar a la millor actriu secundària Nominació - Globus d'Or a la millor actriu secundària                                                 |
| 2019 | Zombieland: Double Tap                          | Wichita "Krista"         | |
| 2021 | Cruella                                         | Cruella de Vil           | |
| 2022 | Bleat                                           |                          | |
| 2022 | When You Finish Saving the World                |                          | Només productora |
| 2023 | Problemista                                     |                          | Només productora |
| 2023 | Poor Things                                     | Bella Baxter             | També productora |
| TBA  | I Saw the TV Glow                               |                          | Només productora |